# 金のティアラ大賞
金のティアラ大賞（きんのティアラたいしょう）は、集英社の少女・女性漫画雑誌である『りぼん』、『マーガレット』、『別冊マーガレット』、『ザ・マーガレット』、『Cookie』、『Cocohana』（旧『コーラス』）、『YOU』の7誌が主催する新人漫画賞である。

## 概要
2007年に、それまでの雑誌単体で募集する新人賞に加え、集英社の少女・女性漫画誌合同で主催する初めての漫画賞として創設された。募集は年1回で、プロアマ、年齢、性別は問わない。また、ストーリー、ギャグ、4コマ等全てのジャンルを対象とする。
かつては『デラックスマーガレット』も加えた8誌による賞であった（同誌は2010年終了）。

## 審査員
※ 作家名は五十音順。

### 第1回
- 秋本治、いくえみ綾、一条ゆかり、神尾葉子、河原和音、くらもちふさこ、椎名軽穂、種村有菜、中原アヤ、ななじ眺、槇村さとる、森本梢子、矢沢あい、各誌編集長、松尾スズキ、三浦しをん。
  - このうち、松尾、三浦両名は特別審査員として参加。また、審査員長は存在しない。

### 第6回
- 秋本治、アルコ、小畑友紀、河原和音、小村あゆみ、種村有菜、萩尾望都、藤村真理、各誌編集長[2]。

## 主な賞
金のティアラ大賞
正賞…賞状、記念品／副賞…賞金500万円
銀のティアラ賞
正賞…賞状、記念品／副賞…賞金200万円
銅賞
正賞…賞状、記念品／副賞…賞金30万円
特別賞
賞金15万円
※ 金のティアラ大賞、銀のティアラ賞の受賞者全員には集英社との専属契約（2年間）が約束される。
上記のように少女漫画の新人賞としては非常に珍しい高額賞金がこの賞最大の特徴である（小学館新人コミック大賞の特別大賞が賞金500万円だが少女部門の受賞者は未だ出ていない）。
受賞作は全て7誌のうちいずれかに掲載される（増刊含む）。

## 歴代受賞者
| 回 | 年度 | 金のティアラ大賞         | 銀のティアラ賞                                                                                   | 銅賞 | 特別賞 | 出典  |
| -- | ---- | ------------------------ | ------------------------------------------------------------------------------------------------ | --- | --- | ----- |
| 1  | 2007 | - 片山あやか「Star man」 | - 小枝くり「宇治金時」 - 霜月ミリ「カエデの恋」 - 吉田早織「すずめの巣」                         | - 眉月ジュン「さよならデイジー」 - 浜谷みお「おやすみがきこえない」 - 杉本愛紗「宇治っちの願い事」 - 鳥谷かよこ「植園荘の庭」 - 十羽ナツ「モデリング」 | - 一ノ蔵トメ子「月刊マン研のすべて」 - 堀乃月「幸福ダイブ」 - ぐりこ「すきさがし」 - 柚木麻樹「クラスメイトのあきらくん」 - 鈴本レイ「リアライズ」                                                           | [ 3 ] |
| 2  | 2008 | 該当なし                 | - 有田直央「フロムエウロパ」 - まつもとあやか「BABY BABY BABY!」                                 | - 渡辺愛「事象点Pからの脱却」 - 赤澤美智子「絶対乗りたい満員電車」 - 猫目トーチカ「傘が咲く」                                                          | - 穂野ひのみ「君にあげる星」 - 矢城あかね「種はどこへ消えた？」 - 小山るんち「左のキミへ」 - 暁兎マイカ「猫門番様」                                                                                          | [ 4 ] |
| 3  | 2009 | 該当なし                 | - 加藤文月「きもちみつめて」 - 松岡とも子「ハピベジ」                                            | - 飛鳥田みか「オタってコスってカオス」 - 石井モモコ「少年関係」                                                                                        | - 杉野めぐり「ぼくらは空をしらない」 - 牧田ゆうこ「君が好きだぜ愛羅武勇」 - 咲良「卒業 −4文字−」 - 渡まかな「月衣にのせて」 - 汐泉真由美「マリオネ」 - 大城マリエ「99年のフレディ」 - 星山ユキ「へんシール」 | [ 5 ] |
| 4  | 2010 | 該当なし                 | - 小森羊仔「きみが死んだら」 - 式田奈央「そーゆー星の王子様」 - かねもりあやみ「ネペンテスの恋」 | - 國行由里江「うしろのあの子」 - ままかり「キミの歌がきこえる」 - 宇乃つかさ「夢日和申し」 - 城綾音「シャルロッテ!」                                   | - 中村有希生「青春ノー・ディスガイズ」 - 山口みゆき「青いチェリー」 - 梢ミチル「わすれぐさ」 - 夏目愛子「救世主リリコ」 - 栗美あい「青く目覚めて」                                                           | [ 6 ] |
| 5  | 2012 | 該当なし                 | - 藤井ハル「恋文姫」                                                                             | - 栖藤ナオ「理科室のたろうくん」 - 高村ふみ「からくさ恋慕」 - こだちみく「君のアスタ*」 - 梨川リサ「夜明けのスピカ」 - ほりかおる「彼女の王子様は」    | - 綿丘ゆにこ「恋情色に染まった」 - かわにし萌「ふわふわスケジュール」 - 鈴木手鞠「シャッター」 - りま「Fine Back」 - しげみつあきこ「いつかあなたの世界の中に」 - 中村みも「森高ガイドブック」               | [ 7 ] |
| 6  | 2013 | 該当なし                 | 該当なし                                                                                         | - 辻井ミキ「いつわり恋模様」 - 堀舞「手紙男子」 - 大和アカ「踊ってミタ!!」                                                                             | - 大内愛美「私の愛しい靴」 - 直江亜季子「stay with me」 - 竿琳「相思」 - 幸田みう「もういちどめくるページ」 - 紙尉ユビ「鏡よ鏡」                                                                             | [ 8 ] |

※ 2011年は募集なし。